# Kościół św. Trójcy w Preszowie

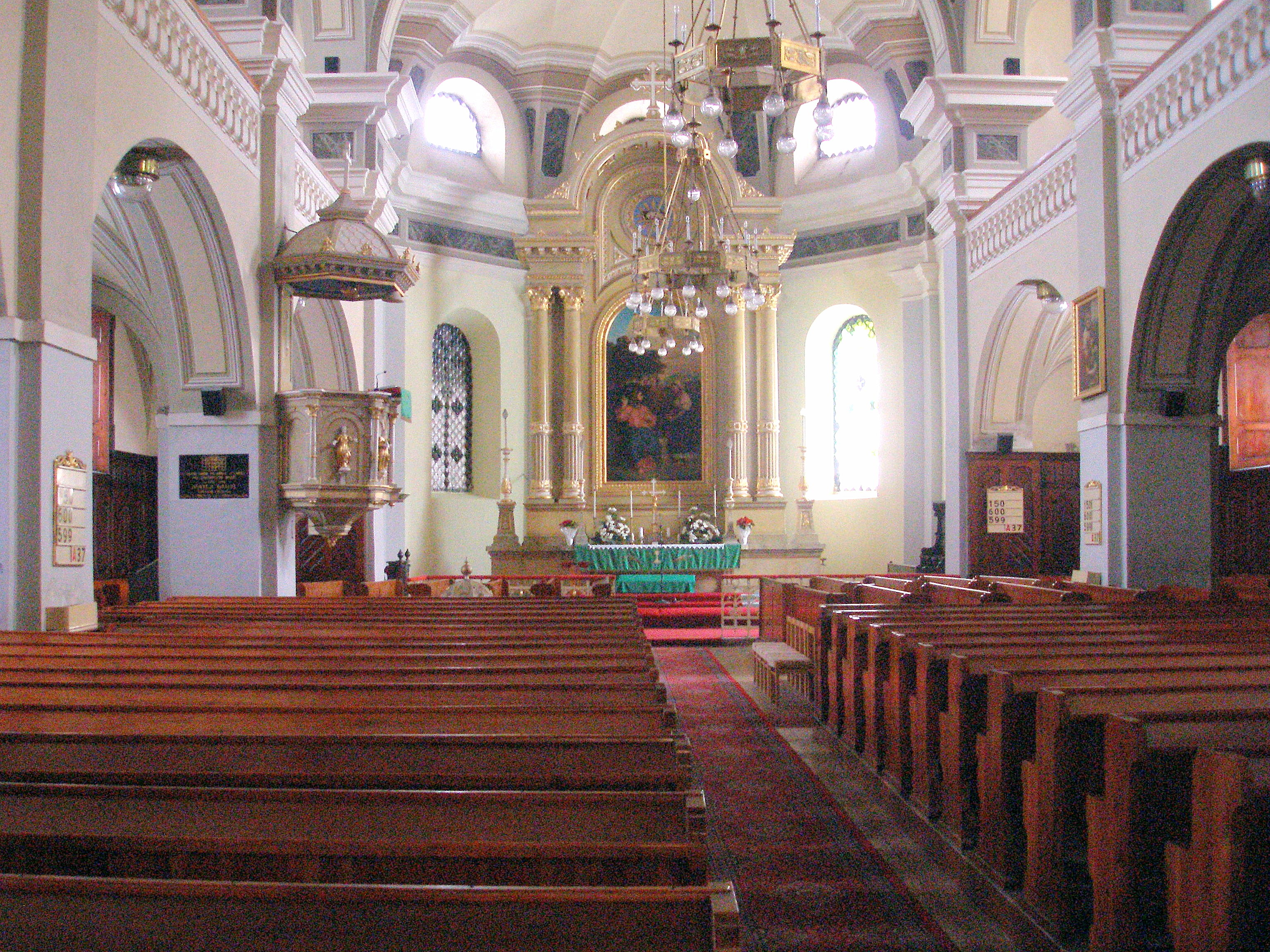
Wnętrze kościoła

Kościół św. Trójcy – kościół w Preszowie w północno-wschodniej Słowacji, wybudowany w latach 40. XVII w. przez miejscowych protestantów. W latach 1930–1945 oraz ponownie od 1994 r. jest głównym kościołem Dystryktu Wschodniego Ewangelickiego Kościoła Augsburskiego Wyznania na Słowacji.

## Historia
Świątynię wzniesiono w miejscu, w którym jeszcze w XV w. powstał niewielki kościół katolicki pw. św. Władysława Króla, użytkowany przez społeczność węgierską miasta, a zanikły prawdopodobnie jeszcze w połowie XVI w.
Mieszkańcy Preszowa stosunkowo wcześnie poznali i przyjęli nauki Marcina Lutra. Znaczną zasługę mieli w tym miejscowi Niemcy, którzy utrzymywali regularne kontakty prywatne i handlowe z krajami Rzeszy. W 1531 r. preszowscy księża katoliccy  Anton Transylvanius i Bartolomeus Bogner wraz z wiernymi przyjęli konfesję reformowaną co sprawiło, że już wkrótce miasto stało się jednolicie protestanckim. Takim też było przez następne 140 lat, bo przez ten czas żadne inne wyznanie nie miało tu swojej świątyni.
Preszowscy ewangelicy zorganizowali się w trzy wspólnoty narodowe. Protestanci narodowości niemieckiej przejęli obecny kościół św. Mikołaja, narodowości słowackiej – obecną katedrę greckokatolicką św. Jana Chrzciciela, zaś węgierskiej w roku 1565 postawili własny kościółek na południe od dzisiejszej ulicy  Slovenskej w dzielnicy zwanej Quintum quartale. Gdy ta niewielka świątynia przestała im wystarczać, podjęli budowę nowej na miejscu po zanikłym kościele św. Władysława. Budowa miała znaczne poparcie Daniela Lengfelnera, który był preszowskim wójtem w latach 1642-1648, a następnie 1653–1656.
Kamień węgielny poświęcił w 1642 r. pochodzący z Czech duchowny protestancki Jakob Jakobeus (1591-1645). Budowę ukończono i kościół poświęcono już po jego śmierci, w 1647 r. Po odkryciu w 1670 r. tzw. spisku Wesselényiego, co znacznie spotęgowało ucisk habsburski na Węgrzech i nasiliło kontrreformację, w 1671 r. kościół został odebrany ewangelikom i przekazany zakonowi jezuitów. Po zdobyciu Preszowa w 1682 r. przez kuruców Emeryka Thökölyego kościół powrócił do społeczności ewangelików, jednak w roku 1687, po upadku powstania, ponownie przeszedł w ręce jezuitów. Stan taki nie trwał długo, gdyż po wybuchu kolejnego tzw. "powstania kuruców" – czyli powstania Franciszka II Rakoczego – w 1705 r. znowu wrócił do ewangelików. Po upadku tego powstania, na mocy zarządzenia z 25 czerwca 1711 r. ewangelicy musieli jednak znowu oddać świątynię jezuitom, sami zaś uzyskali prawo budowy nowej świątyni poza murami miasta.
Gdy 21 lipca 1773 r. papież Klemens XIV w brewe Dominus ac Redemptor ogłosił kasatę Towarzystwa Jezusowego budowla przeszła na własność państwa. Powrócił do ewangelików drogą kupna, po wylicytowaniu za 6000 złotych, 24 listopada 1784 roku. Oba zbory ewangelickie (w tym czasie łącznie 2606 wiernych) – słowacki i niemiecki (później niemiecko-węgierski) – używały go wspólnie. W następnych latach budowla dwukrotnie ucierpiała w pożarach: w 1788 r. (spłonęły dach i wieża) oraz w 1913 r. (zniszczeniu uległo również wyposażenie).

## Architektura
Masywna, murowana budowla w stylu późnorenesansowym, trójnawowa, o nieco węższym, trójbocznie zamkniętym prezbiterium, usytuowana w osi północ-południe, tuż na północ od kościoła św. Mikołaja. Bezwieżowa, jedynie z małą wieżyczką na kalenicy dachu w miejscu styku nawy i prezbiterium. Od wschodu do prezbiterium dobudowana zakrystia. Chór muzyczny z organami z lat 1642–1647 (później kilkakrotnie rekonstruowanymi), nad bocznymi nawami empory.